# Hudson, Illinois
Hudson är en ort (village) i McLean County i Illinois. Vid 2010 års folkräkning hade Hudson 1 838 invånare.